# Biribi (roman)
Pour les articles homonymes, voir Biribi.
Biribi est le second roman de Georges Darien (1862-1921), auteur et dramaturge français. Écrit en 1888, il est publié en février 1890 par l'éditeur Alfred Savine. C'est un succès critique et public.

## Synopsis
Le récit est le témoignage de Darien lui-même sur son expérience d'un camp disciplinaire, désigné dans le langage militaire par le mot « biribi ».
Après avoir tiré au sort son affectation, comme cela se faisait pour la conscription au XIXe siècle, le narrateur est envoyé en Tunisie. Refusant de se soumettre aux règles de l'armée, il est sanctionné et envoyé dans un camp militaire du Sud tunisien, éloigné de tout, où règne l'arbitraire. Il y subit pendant de longs mois de sévères brimades et humiliations.